# Estratocràcia
Una estratocràcia (dels termes στρατός, stratos, "exèrcit" i κράτος, kratos, "domini", "poder") és una forma de govern encapçalada per dirigents militars. Difereix de les dictadures o juntes militars pel fet que l'estat i els militars són tradicionalment o constitucionalment la mateixa entitat, i les posicions governamentals sempre estan ocupades per oficials comissionats i caps militars.